# МКС-59
МКС-59 — пятьдесят девятая долговременная экспедиция Международной космической станции (МКС). Начало экспедиции — это момент стыковки к станции корабля «Союз МС-12» 15 марта 2019, 01:01 UTC.
В состав экспедиции вошли члены экипажей «Союз МС-11» и «Союз МС-12». Экспедиция не делилась на привычные два этапа и завершилась в момент отстыковки от станции корабля «Союз МС-11» 24 июня 2019, 23:25 UTC.
По окончании экспедиции Олег Кононенко установил новый рекорд по общей продолжительности работы на МКС. За четыре полета на станцию он принял участие в 8 экспедициях (МКС-17, МКС-30/31,  МКС-44/45, МКС-57/58/59) и время его работы составляет 731 день 13 часов 44 минуты 41 секунду. Превышено время Юрий Маленченко, установленное в 2016 году по окончании экспедиции МКС-46/47.
 Давид Сен-Жак установил новый рекорд продолжительности работы на МКС среди прочих стран - 203 дней 5 часов 32 минут 13 секунд, превышен рекорд Кристофоретти на МКС-42 / МКС-43 (199 дней 7 часов 31 минут 44 секунд), установленный в 2016 году.

## Экипаж
| Должность     | 15 марта — 24 июня 2019 | № полёта | Корабль доставки |
| ------------- | ----------------------- | -------- | ---------------- |
| Командир      | Олег Кононенко          | 4        | Союз МС-11       |
| Бортинженер-1 | Давид Сен-Жак           | 1        | Союз МС-11       |
| Бортинженер-2 | Энн Макклейн            | 1        | Союз МС-11       |
| Бортинженер-3 | Алексей Овчинин         | 3        | Союз МС-12       |
| Бортинженер-4 | Тайлер Хейг             | 2        | Союз МС-12       |
| Бортинженер-5 | Кристина Кук            | 1        | Союз МС-12       |

## Ход экспедиции

### Выходы в открытый космос
1. 22 марта 2019 года,  Энн Макклейн и  Тайлер Хейг, из модуля Квест, длительность 6 часов 39 минут[2].
2. 29 марта 2019 года,  Кристина Кох и  Тайлер Хейг, из модуля Квест, длительность 6 часов 45 минут[3].
3. 8 апреля 2019 года,  Давид Сен-Жак и  Энн Макклейн, из модуля Квест, длительность 6 часов 29 минут[4].
4. 29 мая 2019 года,  Олег Кононенко и  Алексей Овчинин, из модуля Пирс, длительность 6 часов 1 минута[5].

### Принятые грузовые корабли
1. Прогресс МС-11, запуск и стыковка 4 апреля 2019 года.
2. Cygnus CRS NG-11, запуск 17 апреля 2019 года, стыковка 19 апреля 2019 года.
3. SpaceX CRS-17, запуск 4 мая 2019 года, стыковка 6 мая 2019 года.